# Visby-klass (jagare)
Visby-klass, eller modifierad stadsjagare, var en fartygsklass tillhörande den svenska marinen. Klassen bestod av HMS Visby (J11), HMS Sundsvall (J12), HMS Hälsingborg (J13) och HMS Kalmar (J14). De levererades som stadsjagare år 1943–1944 som en del av den utbyggnad det svenska försvaret som genomfördes med anledning av andra världskriget. Under kriget användes fartygen för neutralitetsvakt och fartygseskortering. År 1965 byggdes fartygen om och omklassades till fregatter. Hälsingborg och Kalmar utrangerades 1978 och Visby och Sundsvall utrangerades år 1982.

## Bakgrund och tillkomst
Under andra världskriget genomfördes en kraftig förstärkning av Sveriges försvar. Som en del i detta beviljade riksdagen år 1941 medel för en ny jagarklass bestående av fyra fartyg. Då klassen baserades på Göteborg-klassen, som även gick under namnet "Stadsjagare" kallades Visby-projektet för "Modifierad stadsjagare".
Visby och Hälsingborg byggdes på Götaverken medan Sundsvall och Kalmar byggdes av Eriksbergsvarvet i Göteborg. Fartygen levererades år 1943–1944.

## Utformning
Visby-klassen baserades till stor del på Göteborg-klassen och hade skrov tillverkade av stål och överbyggnader i lättmetall. En del modifieringar gjordes dock. Bland annat förlängdes skrovet cirka tre meter och den rundade så kallade "kryssaraktern" ersattes av en platt "spegelakter". Detta gav bättre bärighet, samt gjorde det möjligt att fartygen trots ett större deplacement kunde hålla samma fart som Göteborg-klassen, 35 knop, utan att öka maskineffekten. Detta trots att deplacementet ökats till 1 135 ton. Vidare flyttades skorstenarna tätare ihop.
Även fartygens maskineri var till en modifierad version av Göteborg-klassens. Tre oljeeldade ångpannor typ Penhoët A genererade ånga åt två stycken de Laval ångturbiner på 36 000 hästkrafter, vilka i sin tur drev två propellrar. Detta maskineri gav fartygen en maxhastighet av 35 knop.

## Bestyckning

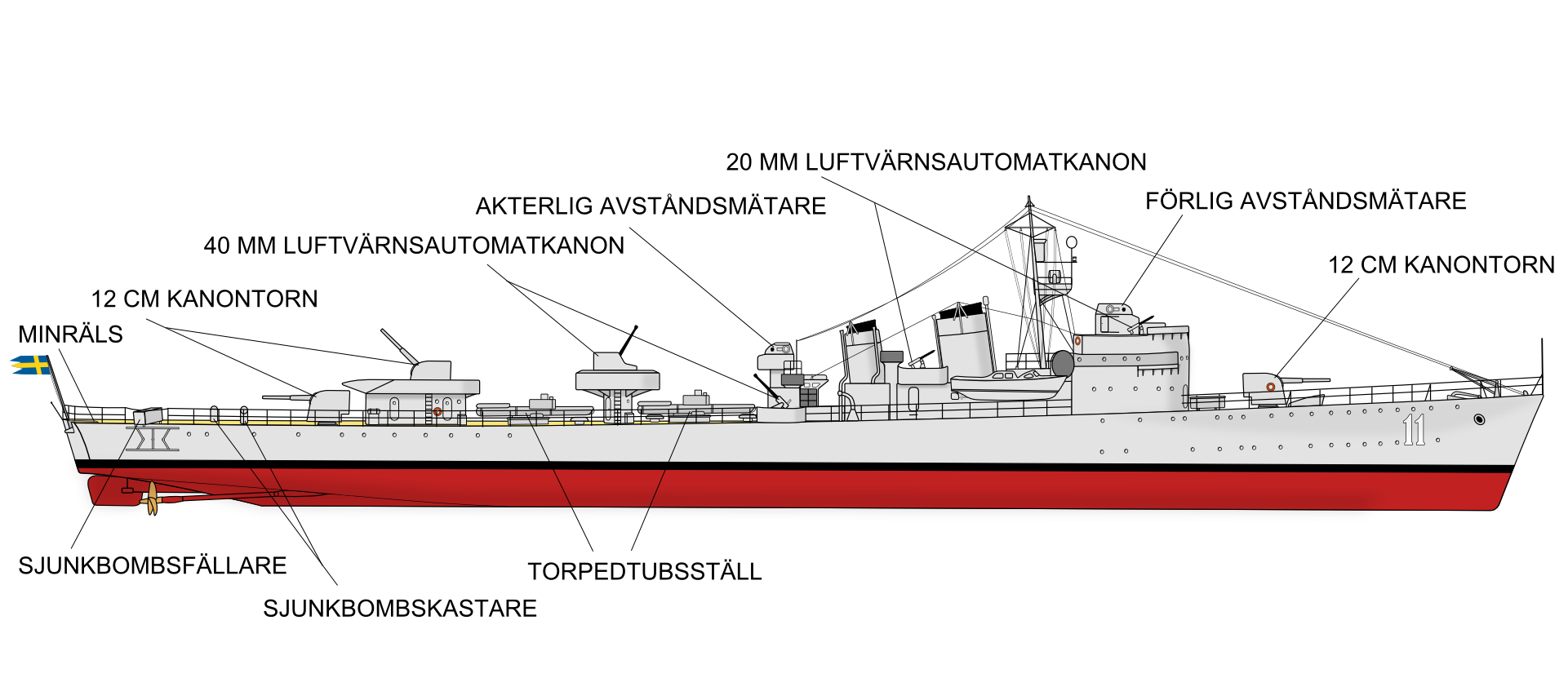
Under tiden som jagare hade alla fartyg likadan bestyckning, bilden visar HMS Visby.

### Som jagare

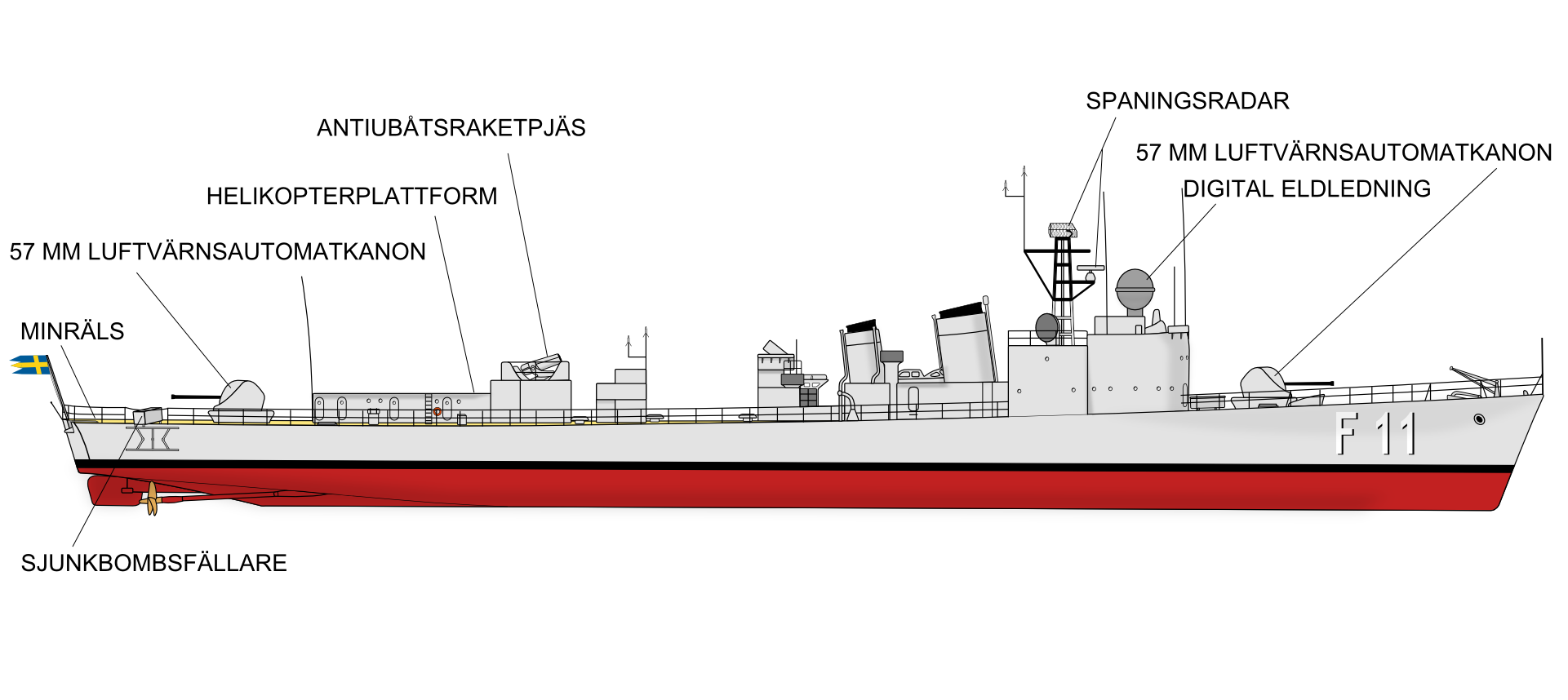
Efter omklassningen till fregatter fick fartygen olika utseenden. Bilden visar HMS Visby som tillsammans med HMS Sundsvall genomgick mest omfattande modieringar.

Under åren som jagare bestod fartygens huvudbestyckning likt Göteborg-klassen av tre stycken 12 cm kanoner m/24. På Göteborg-klassen var en av dessa placerad midskepps mellan den förliga och aktra skorstenen, men då detta begränsade kanonens bestrykningsvinklar förflyttade man den på Visby-klassen till den aktra bryggan. Luftvärnet bestod av åtta luftvärnsautomatkanoner. Fyra stycken 40 mm m/36 var placerade i två enkellavetage på var sin sida midskepps, och två i ett dubbellavetage på en uppbyggnad akterut. Fyra stycken 20 mm m/40 var placerade i enkellavetage, två på var sin sida mellan skorstenarna och två på var sin sida på bryggdäck. Vidare fanns även två 8 mm luftvärnskulsprutor m/36. Sex torpedtuber för 53 cm torpeder m/30 fanns placerade i två ställ med tre tuber i varje. För ubåtsjakt fanns två sjunkbombsfällare m/24 och två sjunkbombskastare m/33. 16 sjunkbomber m/33 och 40-46 minor kunde medföras ombord.

### Som fregatter
Vid omklassningen till fregatter år 1965 gjordes olika förändringar i fartygens bestyckning. På Visby och Sundsvall gjordes de mest omfattande modifieringarna. Den förliga och aktra 12 cm kanonen byttes ut mot 57 mm luftvärnsautomatkanoner m/50D och den tredje togs bort och ersattes av en 37,5 cm antiubåtraketpjäs M/50. Vidare tillkom ytterligare två sjunkbombsfällare m/33 och minkapaciteten utökades till 130 minor. Helikopteplattform byggdes och ny eldledning installerades med en ny radarantenn i en radom på bryggdäck.
På Kalmar och Hälsingborg utfördes mindre omfattande modifieringar. Huvudartilleriet behölls medan luftvärnsautomatkanonerna m/36 byttes ut mot de modernare m/48, vilket medförde att det aktra torpedtubsstället behövde tas bort så det förliga utökades till att rymma fem tuber. Även för dessa fartyg utökades minkapaciteten till 130 minor.

## Besättning
Under andra världskriget uppgick Visby-fartygens besättningar till 155 man. Av dessa var 5–6 officerare, 10–20 underofficerare och ungefär lika många underbefäl medan resten var värnpliktiga.

## Utrangering

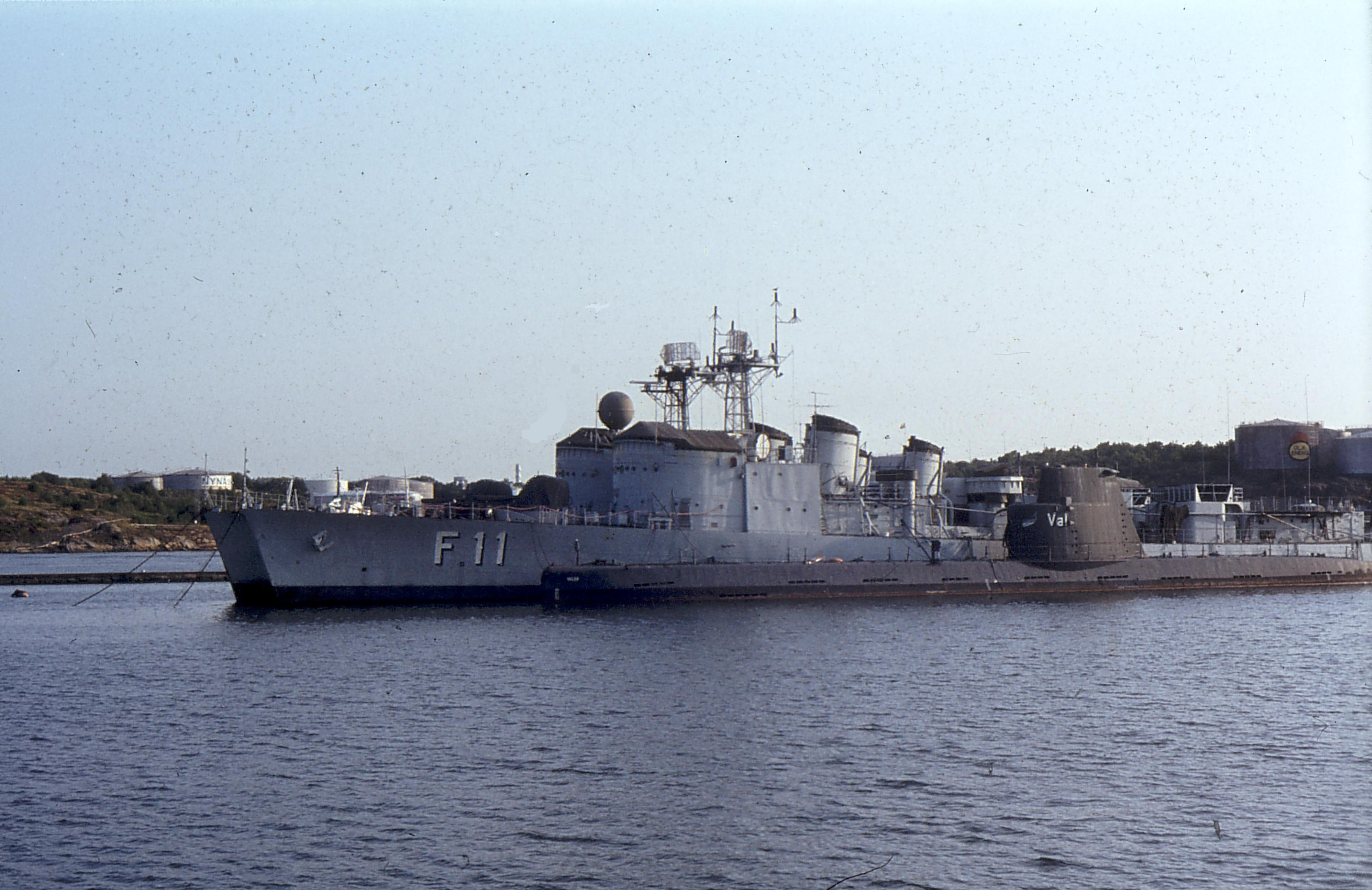
Visby och Sundsvall som fregatter i Göteborg efter utrangering, sommaren 1982.

Trots att Hälsingborg och Kalmar var de yngsta fartygen i klassen var de först att utrangeras, vilket skedde 1978. Hälsingborg såldes och skrotades året därpå i Göteborg, medan Kalmar användes som beskjutningsmål för flygvapnet innan hon såldes 1981, även hon för skrotning i Göteborg. Visby och Sundsvall utrangerades 1982, varpå de användes som målfartyg för provskjutning med Robot 15 innan de båda såldes för skrotning i Spanien.